# Erigone mollicula
Erigone mollicula är en spindelart som beskrevs av Tamerlan Thorell 1898. Erigone mollicula ingår i släktet Erigone och familjen täckvävarspindlar.
Artens utbredningsområde är Myanmar. Inga underarter finns listade i Catalogue of Life.